# Ijon Tichy – gwiezdny podróżnik
Ijon Tichy – gwiezdny podróżnik (niem. Ijon Tichy: Raumpilot) – niemiecki fantastycznonaukowy serial telewizyjny luźno oparty na książce Stanisława Lema Dzienniki gwiazdowe. Serial ten powstał na podstawie dwóch filmów krótkometrażowych pt. Aus den Sterntagebüchern des Ijon Tichy Dennisa Jacobsena, Randa Chahouda i Olivera Jahna, który zagrał główną rolę Ijona Tichego. Premiera serialu miała miejsce 26 marca 2007. Kolejne odcinki wyświetlane były w poniedziałki ok. 23:55 w niemieckiej telewizji ZDF, ale już tydzień wcześniej udostępniane były w internecie, w bazie programów ZDFmediathek. Wersja polska serialu ukazała się na DVD 28 stycznia 2009 wraz z 16. tomem dzieł Lema w kolekcji „Gazety Wyborczej”. 4 listopada 2011 rozpoczęto wyświetlanie drugiego sezonu.
Nawiązaniem do serialu są nazwy dwóch planetoid - (343000) Ijontichy i (343444) Halluzinelle.

## Obsada
- Oliver Jahn - Ijon Tichy (w wersji polskiej Maciej Stuhr)
- Nora Tschirner - Analogowa Halucyna (niem. Analoge Haluzinelle w wersji polskiej Edyta Jungowska)
- Peter Princz - różni kosmici, w tym Profesor Tarantoga (w wersji polskiej Paweł Szczesny, Robert Jarociński i inni)

## Fabuła
Ijon Tichy przemierza w swojej mieszkaniopodobnej, „trzypokojowej” rakiecie przestrzeń kosmiczną. W jego podróżach towarzyszy mu żeński robot w postaci hologramu. Razem przeżywają nieprawdopodobne przygody na obcych planetach, w kosmicznych wirach lub we własnej rakiecie. Rakieta Tichego wygląda jak wielki czajnik, przypominający od wewnątrz stare berlińskie mieszkanie. Kosmici natomiast zostali przedstawieni za pomocą prostych środków w sposób dziwaczny i mocno akcentujący ich charaktery. W podróży po kolorowym świecie towarzyszy widzom głos Tichego w roli narratora, która wypełniona jest cytatami charakterystycznymi dla tego gatunku i dowcipnymi pomysłami.

## Dekoracja i wyposażenie
W serialu zostały użyte różne przedmioty w stylu retro, przedmioty domowego użytku z lat 60. i 70. XX wieku. Przedmioty dekoracji pochodzą więc z czasów, w których historia została po raz pierwszy opublikowana.

## Lista odcinków
- Sezon 1

1. Kosmiczny towarzysz (Kosmische Kollegen, 26 marca 2007)
2. Planeta rezerw (Planet der Reserven, 2 kwietnia 2007)
3. Zjawiska relatywistyczne (Relativistische Effekte, 16 kwietnia 2007)
4. Kongres futurologiczny (Der futurologische Kongress, 23 kwietnia 2007)
5. Sabotaż (Sabotage, 30 kwietnia 2007)
6. Głos wewnętrzny (Die innere Stimme, 7 maja 2007)

- Sezon 2

1. Held von Kosmos, 4 listopada 2011
2. Shøpping, 4 listopada 2011
3. Schön schaumig, 11 listopada 2011
4. Biste fix Zeitblasen, 11 listopada 2011
5. Sepulken verboten, 18 listopada 2011
6. Das Erinnerungsstück, 18 listopada 2011
7. Schein und Sein I, 25 listopada 2011
8. Schein und Sein II, 25 listopada 2011